# Hörseltröskel
Hörbarhetsgränsen är den svagaste ljudtrycksnivånivå som krävs för att en inidivid ska uppfatta ett ljudstimuli. För en person med friska öron så antas denna gräns ligga vid ca 0dB vid frekvensen 1kHz. Hörbarhetesgränsen skiljer sig dock över olika frekvenser. För att underlätta brukar hörtrösklar benämnas med Decibel Hearing Level (dB HL).     